# Juri Alexandrowitsch Skworzow
Juri Alexandrowitsch Skworzow (russisch Юрий Александрович Скворцов; * 20. Februar 1929 in Moskau, UdSSR; † 1998) war ein sowjetischer Skispringer.

## Werdegang
Skworzow war 1948, 1949, 1952 und 1953 sowjetischer Meister.  Er gab sein internationales Debüt mit seinem Start bei der Nordischen Skiweltmeisterschaft 1954 in Falun. Dabei sprang er von der Normalschanze zweimal auf 72 Meter und erreichte damit den 31. Platz.
Bei der Vierschanzentournee 1955/56 startete er verspätet erst zum Neujahrsspringen in Garmisch-Partenkirchen. Jedoch kam er dabei nicht über den 41. Platz hinaus. In Innsbruck überraschte er die Konkurrenz mit dem 11. Platz auf der Bergiselschanze. Nachdem wetterbedingt das Abschlussspringen von Bischofshofen nach Hallein auf die Zinkenschanze verlegt worden war, konnte er dieses Springen noch überraschender gewinnen. In der Gesamtwertung erreichte er damit den 19. Platz.
Bei der folgenden Vierschanzentournee 1956/57 konnte er nicht an diesen Erfolg anknüpfen. So erreichte er nach Abschluss der Tournee mit 400 Punkten nur Rang 45 der Gesamtwertung.
Bei den „Weltwinterspielen der Studierenden“ errang er 1956 die Goldmedaille. Später arbeitete er als Trainer.

## Erfolge

### Vierschanzentournee-Platzierungen
| Saison  | Platz | Punkte |
| ------- | ----- | ------ |
| 1955/56 | 19.   | 420,5  |
| 1956/57 | 45.   | 400,0  |